# Deutscher Gymnastikbund
Der Deutsche Gymnastikbund (DGymB) ist der bundesweit einzige Berufsverband der staatlich geprüften Gymnastiklehrer. Die Mitgliedschaft im DGymB kann ab dem 5. Ausbildungssemester erworben werden.

## Geschichte
Bis Mitte der 1920er Jahre  arbeiteten die verschiedenen Gymnastikeinrichtungen  voneinander isoliert, entwickelten eigene Ansätze und grenzten diese deutlich voneinander ab. Mit der Gründung des DGymB in Berlin, 1925 durch Schulrat Franz Hilker, wurde der Versuch unternommen, die einzelnen Strömungen zu koordinieren. Im DGymB schlossen sich unter anderem die Schulen Bode, Medau, Kallmeyer, Laban, Loheland und Mensendieck zusammen. 1928 schieden die Schulen mit tänzerischem Schwerpunkt aus.
Zwischen 1925 und 1930 wurden einheitliche Richtlinien entwickelt, die offizielle Anerkennung des Berufes „Gymnastiklehrer/-lehrerin“ durch eine staatliche Prüfung erkämpft; es wurde um die Anerkennung der Gymnastik als offizieller Bestandteil der Leibeserziehung in den Schulen gekämpft und die Arbeit der Gymnastiklehrer auch an den Schulen angestrebt.
1933 bis 1945 wurde der DGymB in den Reichsverband Deutscher Turn-, Sport- und  Gymnastiklehrer eingegliedert.
1948 fand in Frankfurt am Main die Neugründung des DGymB unter altem Namen statt.

## Ziele
Der DGymB ist der Berufsverband der staatlich geprüften Gymnastiklehrer. Im Vordergrund stehen die fachliche Förderung und die berufliche Vertretung im öffentlichen Leben. Ein wesentlicher Aufgabenbereich liegt in der Mitgliederbetreuung, wobei auf individuelle Fragen, Wünsche und Probleme eingegangen werden kann. Das Anliegen des Verbandes ist es, das Berufsbild des Gymnastiklehrers zu verbessern, seine Qualifikationen bekannt zu machen, Öffentlichkeitsarbeit zu leisten und  Kontakte zu anderen Verbänden aufzunehmen und zu pflegen. Dem DGymB können sich alle selbstständigen, im Angestellten- oder Beamtenverhältnis stehende Gymnastiklehrer und die sich im 5. und 6. Semester befindlichen Schüler der Gymnastikschulen zusammenschließen, um sich gemeinsam für die oben genannten Ziele zu engagieren. Die Aufteilung des DGymB im Landesverband ermöglicht einen engeren Zusammenhalt in den Regionen.